# Otelfingen
Otelfingen é uma comuna da Suíça, no Cantão Zurique, com cerca de 2.195 habitantes. Estende-se por uma área de 7,23 km², de densidade populacional de 304 hab/km². Confina com as seguintes comunas: Boppelsen, Buchs, Dänikon, Hüttikon, Niederweningen, Schleinikon, Wettingen (AG), Würenlos (AG).
A língua oficial nesta comuna é o Alemão.